# Abdelkader Chaâbane
Abdelkader Chaâbane (né le 7 janvier 1954 à Blida) est un coureur cycliste algérien. Son fils Hichem Chaabane est également coureur cycliste.

## Biographie
Il naît le 7 ou le 8 janvier 1954 à Blida, et hérite d'une passion pour le vélo par son père. Il pratique ce sport dès son adolescence dans un club de sa ville natale, le club Café Amenis, puis à l'USMB. Il participe dès 1972 au Tour de Tunisie, et s'y classe deuxième. Deux ans plus tard, il devient champion du monde militaire dans une course de contre-la-montre sur route,. C'est un résultat qui joue un rôle-clé dans son parcours. Après son service militaire, il reprend son activité sportive au Mouloudia Club d'Alger. Il termine ce parcours de coureur en 1982, et devient entraîneur,.
En 1976, il est sélectionné pour les Jeux olympiques de Montréal, qu'il ne dispute pas, en raison du boycott de l’Algérie. 

## Palmarès
- Si vous ne connaissez pas le sujet, laissez ce bandeau (vous pouvez alors contacter les auteurs).
- Si vous supprimez le contenu mis en cause (vous pouvez préalablement contacter les auteurs),

argumentez précisément cette suppression dans la page de discussion
(un manque de référence n'est pas un argument ; une recherche réelle de référence doit avoir été effectuée, être formellement documentée).
- 1972
  - 2e du Tour de Tunisie
- 1973
  -  Médaille d’argent (par équipe) aux Championnats d'Afrique de Lagos
  -  Médaille de bronze (individuel) aux Championnats d'Afrique de Lagos
- 1974
  - Champion du monde militaire (contre-la-montre sur route)[2]
  - Champion d’Alger
- 1975
  - 2e du Tour d'Arabie saoudite
  -  Médaille de bronze (piste) aux Jeux méditerranéens d'Alger[4]
- 1976
  - 3e du Championnat Arabe à Abha
- 1978
  -  Médaille d’or de la poursuite par équipes aux Jeux africains
  -  Médaillé d'argent du contre-la-montre par équipes aux Jeux africains
- 1979
  - Course classique à Berlin (Allemagne de l'Ouest)
  - Grand Prix de Moscou
- 1982
  - Meeting international de la Tchécoslovaquie
  - 2e par équipe aux Championnats arabes (Irak)